# Radio Oranje

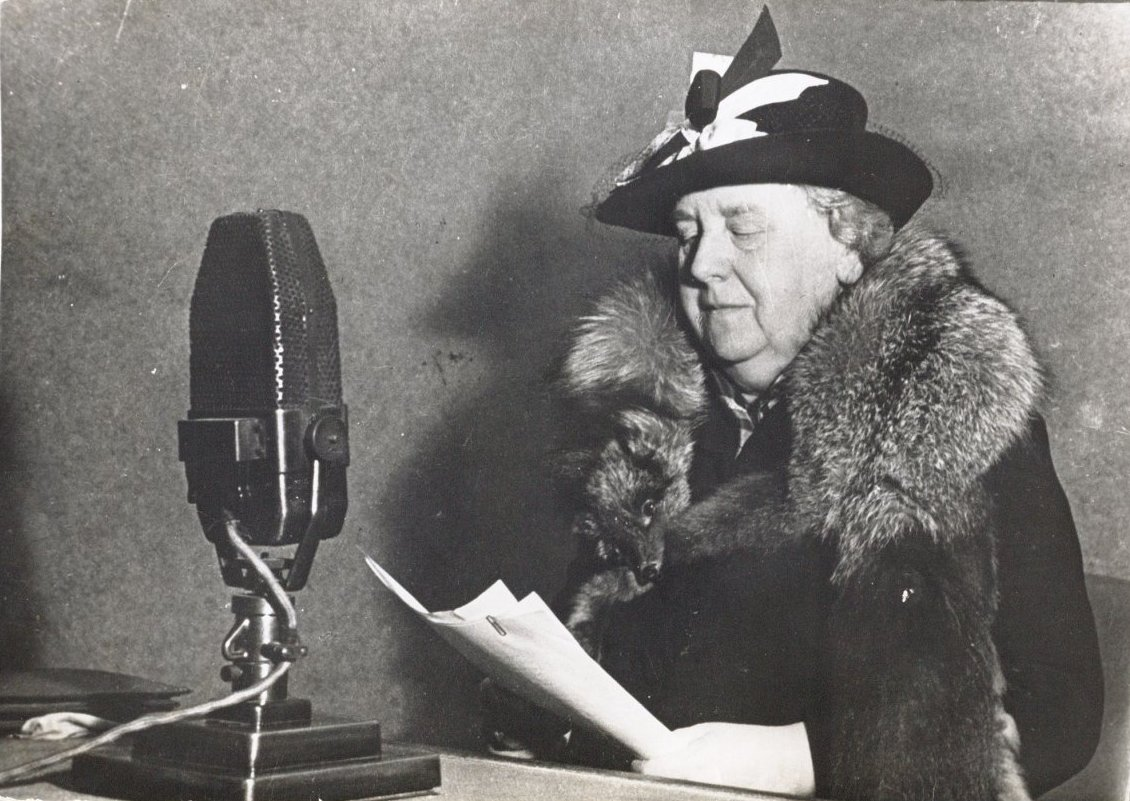
La regina Guglielmina che parla ai suoi connazionali attraverso Radio Oranje

 Radio Oranje  , "De stem van strijdend Nederland" (Radio Oranje, "La voce del militante olandese") , era un programma radiofonico del governo in esilio dei Paesi Bassi durante la seconda guerra mondiale.

## Storia
Il programma, della durata di quindici minuti andava in onda alle 9 della sera ed era trasmesso dal servizio europeo della BBC a Londra. La BBC fu contattata per l'avvio delle trasmissioni dal capo del servizio informazioni governativa, Adriaan Pelt.
La prima trasmissione ebbe luogo il 28 luglio 1940 e mise in onda un discorso della regina Guglielmina. La regina utilizzò questo programma per parlare alla nazione un totale di 34 volte.